# La Cène (Gay)
Pour les articles homonymes, voir La Cène (homonymie).
La Cène est un tableau du peintre russe Nikolaï Gay (1831-1894), réalisé en 1863. Il fait partie de la collection du Musée russe à Saint-Pétersbourg (inventaire no Ж-4141). Ses dimensions sont de 283 × 382 cm.
Nikolaï Gay travaille à cette toile de 1861 à 1863, à l'époque où il est pensionnaire de l'académie et voyage à ce titre en Italie, à Florence. Lorsqu'il revient à Saint-Pétersbourg, il expose le tableau à l'académie lors de l'exposition de 1863. La direction de l'académie des Beaux-Arts apprécie grandement ce tableau, et attribue à Gay le titre de professeur de peinture historique. Le tableau est acquis par l'empereur Alexandre II pour le musée de l'académie,.
Le tableau représente la Cène, décrite dans le Nouveau Testament comme le dernier repas de Jésus avec ses douze apôtres, au cours duquel il prédit que l'un d'entre eux le trahirait (Judas Iscariote).
Le tableau a eu beaucoup de succès et a fait l'objet de nombreuses discussions et les critiques étaient divisés : les uns ont approuvé l'interprétation novatrice de l'épisode des évangiles, d'autres, au contraire, ont estimé que la représentation du Christ et des apôtres s'éloignait trop de l'interprétation traditionnelle et n'était pas suffisamment convaincante.
Nikolaï Gay a réalisé au moins deux copies d'auteur de dimensions miniatures de ce tableau, l'une des deux se trouve à la Galerie Tretiakov, et l'autre au musée d'art Raditchev à Saratov.

## Histoire

### Événements antérieurs et travail sur la toile
En sa qualité de pensionnaire de l'académie russe des beaux-arts, Nikolaï Gay, ensemble avec son épouse Anna Petrovna, se rend en Italie. À partir du mois d'août 1857, il vit à Rome. Là sont nés leurs deux fils : Nikolaï (le 30 septembre 1857) et Piotr (le 21 août 1859). En 1860, la famille déménage à Florence. C'est là qu'au mois d'août 1861, Gay entreprend la réalisation du tableau La Cène,,. Il est attiré par ce thème du fait de son contenu dramatique, qui lui est venu en tête après avoir relu les évangiles, mais également l'ouvrage de David Strauss Vie de Jésus. Le peintre écrit lui-même : « En arrivant de Rome à Florence, j'ai <…> lu les ouvrages de Strauss et j'ai commencé à comprendre les écritures saintes dans le sens moderne, du point de vue de l'art ».

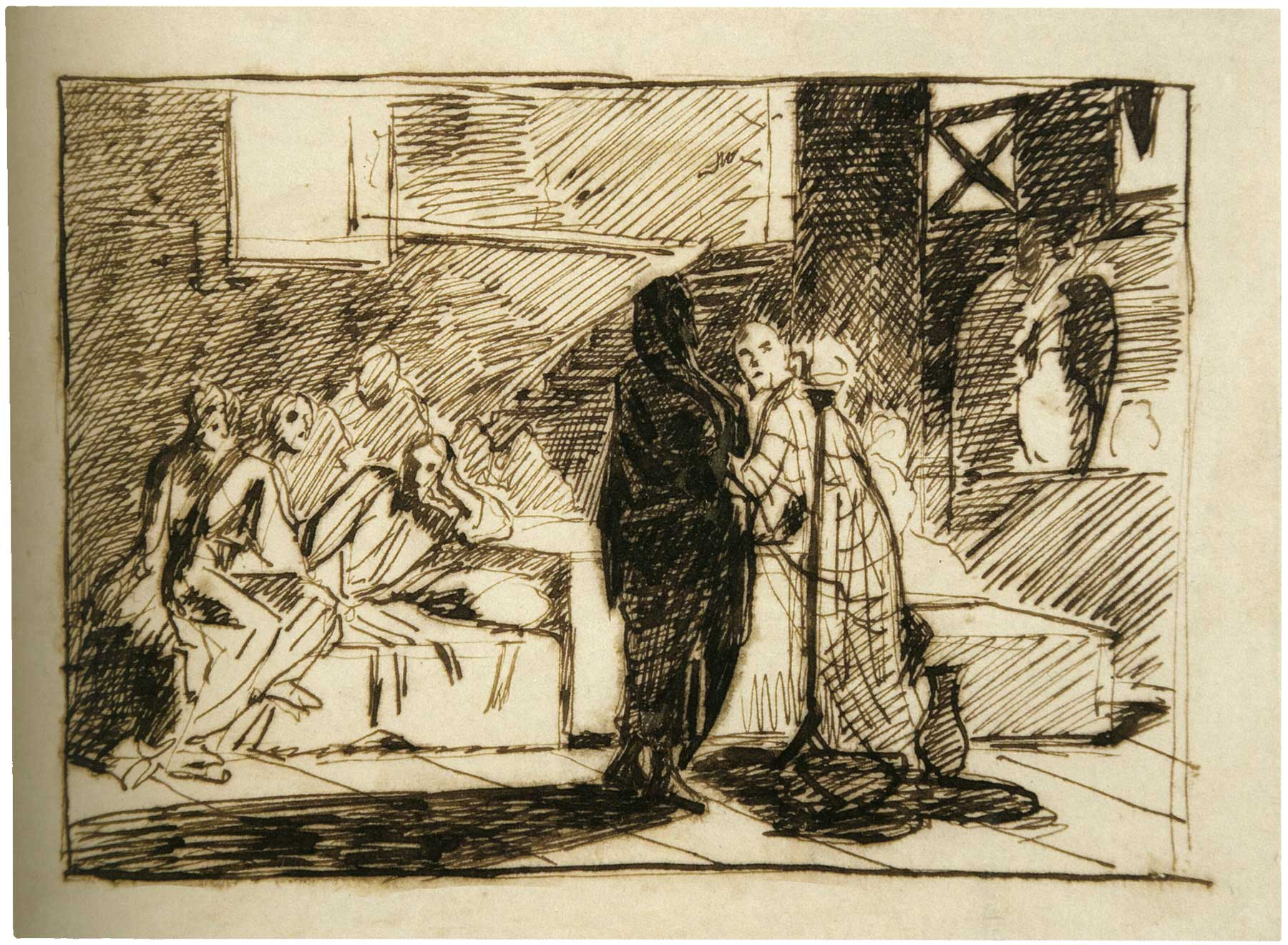
La Cène (esquisse, 1862, musée des beaux-arts de Dnipropetrovsk)

En raison de son choix de réaliser cette nouvelle toile, le peintre doit revoir les plans dont il avait informé l'académie des Beaux-Arts. Le 16 février 1862, Nikolaï Gay informe la direction de l'académie de l'abandon de son tableau Destruction du temple de Jérusalem par Titus et de son choix de réaliser La Cène comme tableau de stage en Italie. Une esquisse du tableau non achevé de La Destruction du temple de Jérusalem est conservée par la Galerie Tretiakov (1859, toile, huile, 61,7 × 75 cm, inventaire no 2609),.
Au fur et à mesure de l'avancement de son travail sur La Cène, Gay retravaille plusieurs fois sa composition picturale. Ceci est attesté notamment par les souvenirs de l'artiste Iekaterina Ioungue, qui a vécu à Florence l'hiver 1861/1862 et a visité l'atelier de Gay. La composition de l'iconographie de la version primitive de la toile était plus traditionnelle que la version finale : la table, par exemple, était installée en parallèle au bord de la toile et les douze apôtres étaient disposés autour d'elle en un demi-cercle régulier. Iekaterina Ioungue décrit ainsi cette première version de la toile : « La position du Christ sur la toile précédente était la même, mais l'expression du visage était plus douce ; Jean était assis sur le lit si bien que la figure du Christ était moins visible ; Pierre était également assis sur le lit. <...> Judas se tenait presque de profil, et jetait avec dédain son manteau sur son épaule gauche, et il ne formait pas, comme dans la toile ultérieure, une tache sombre mais était peint en demi-teinte grisâtre <…> et sa pose dans son drapé portait l'empreinte de l'art académique, plus proche de celle d'un patricien ou d'un hidalgo offensé que de celle d'un roturier juif. Cette figure n'était pas en accord avec les caractéristiques générales du tableau ».
Après cette première esquisse, Gay en a peint une seconde et c'est peut-être celle-là qui se trouve actuellement au musée des Beaux-Arts de Dnipropetrovsk (1862, papier, encre, plume, 10,5 × 14,5 cm, inventaire no Г-746). Le peintre Aleksandre Kourennoï (ru), dans ses mémoires, raconte l'histoire de la version finale de l'œuvre par Gay lui-même comme suit : « Quand j'ai peint La Cène, la nuit j'allais voir mon tableau avec une bougie. Tout le groupe des personnages, je l'ai moulé dans l'argile <…> Un soir, j'ai été revoir le tableau et j'ai posé la bougie à un autre endroit et je vois alors que l'éclairage du moule en argile était meilleur que celui du tableau. Tout le groupe se présentait dans une tournure différente et Judas était placé au milieu de la toile. J'ai pris immédiatement une craie, j'ai dessiné sur la toile et j'ai fini par peindre tout un tableau à 3 semaines de l'ouverture de l'exposition. Le premier tableau était peint soigneusement et achevé dans les règles, mais le second était peint rapidement et librement… ».

### Présentation du tableau à Saint-Pétersbourg et évènements ultérieurs
Nikolaï Gay présenta la version finale de La Cène à Saint-Pétersbourg au conseil de l'académie russe des Beaux-Arts, en tant que compte-rendu de son voyage de pensionnaire en Italie, le 7 septembre 1863. Ce conseil a grandement apprécié la maîtrise de l'artiste et lui a attribué par la même occasion le titre de professeur de peinture historique (ce qui était un titre plus élevé que celui d'académicien). Son tableau était « exécuté avec un art particulier et une intense expression psychique »,. À partir du 13 septembre 1863, La Cène a été exposée à l'académie de Saint-Pétersbourg, et, le 12 février 1864, l'empereur Alexandre II en fait l'acquisition pour le musée de l'académie lui-même. Le prix payé s'est élevé à 10 mille roubles-argent,. Lors de l'exposition de l'académie de 1863, la toile de Gay a obtenu un franc succès : selon certains avis, « aucun tableau d'artiste russe depuis Le Dernier Jour de Pompéi (1833) de Karl Brioullov n'a recueilli autant de public et autant de critiques dans la presse ». En même temps s'est produite une polarisation significative des opinions : certains critiques rejetaient violemment ce tableau et d'autres le portaient aux nues.
Dans ses mémoires, publiés en 1880 dans la revue mensuelle Rousskaïa Starina, sous la signature du pseudonyme l'Artiste, qui était à l'époque (1859-1864) le secrétaire des conférences de l'Académie des beaux-arts Fiodor Lvov (ru), est rapporté, Lvov parlant de lui-même à la troisième personne : « En 1863, pendant une réunion académique, est arrivée la nouvelle suivant laquelle N. Gay arrivait avec un grand tableau . <…> Le même jour, dès que la salle a été libérée du public, on a apporté le tableau de N. Gay et on l'a posé sur un cadre. Le tableau a frappé par son originalité. Lors d'une réunion en soirée du conseil de l'académie, Fiodor Lvov s'est exprimé à propos du nouveau tableau ; les membres du conseil ont voulu voir le tableau sans attendre le lendemain. Ils ont apporté des candélabres dans la salle où se trouvait le tableau et ont éclairé celui-ci. Ce soir-là, tous étaient du même avis, tous décidaient que La Cène était une œuvre de première classe ; tous étaient ravis et jugeaient que Gay devait recevoir le titre de professeur ; mais comme il fallait rédiger un procès-verbal, ils l'on reporté au lendemain. Le lendemain, les membres du conseil parlèrent tout à fait autrement (comme s'ils voulaient se reprendre de s'être laissés emporter) : ils trouvaient que le tableau de Gay ne satisfaisait pas du tout la critique, que le sujet était traité de manière tout à fait inappropriée et qu'il était même peu probable que pareil tableau puisse être exposé à l'académie. Ils ont beaucoup crié et fait du bruit longuement, mais le titre de professeur a été attribué à Gay et le tableau pouvait être exposé, mais sous un autre titre : Dernière soirée du Christ avec ses disciples. Quand tout a été décidé et que le tableau fut exposé, tous les membres du conseil l'ont attaqué, critiqué, s'en prenant même à Gay, <…>. Entre-temps, le tableau a été acheté par Alexandre II pour 10 mille roubles et offert par l'empereur à l'académie. Cela a encore renforcé le conseil dans son sentiment et les plus anciens membres avaient la naïveté de dire qu'ils l'avaient fait passer et que Gay ne verrait jamais sa charge de professeur ni les 10 mille roubles. ».

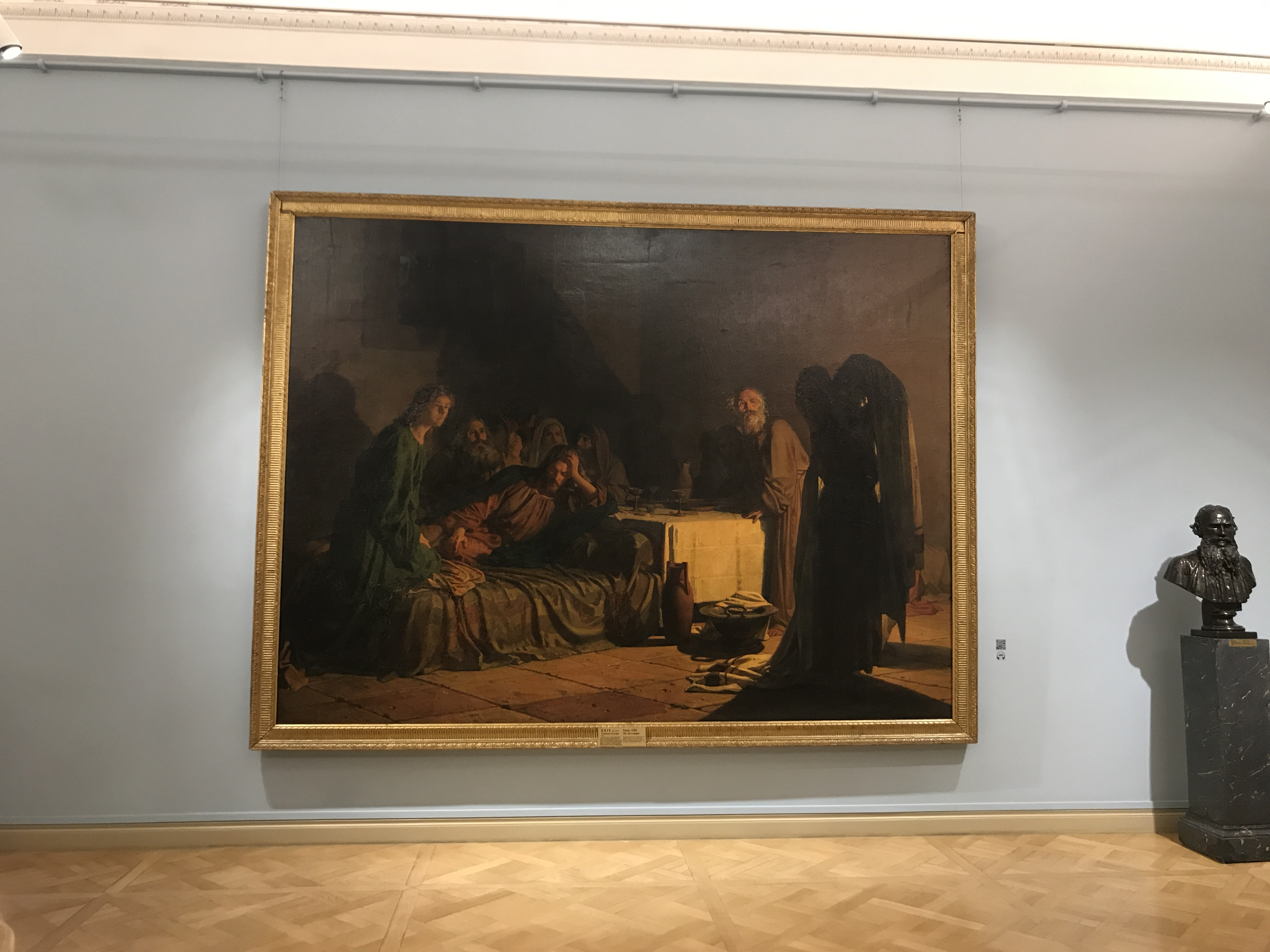
Tableau La Cène au Musée russe

En 1867, la tableau La Cène est exposé à l'Exposition universelle de 1867 à Paris. D'autres toiles y ont été exposées : La Princesse Tarakanova de Constantin Flavitski, Dernier printemps de Mikhaïl Klodt et Portrait de Fiodor Tolstoï par Sergueï Zarianko (ru). Nikolaï Gay assiste à cette exposition et puis passe les mois d'avril et mai 1867 à Paris.
En 1897, le tableau est déplacé de l'Académie des Beaux-Arts au musée d'Alexandre III, devenu aujourd'hui le Musée russe. Selon les souvenirs d'Alexandre Benois, après l'ouverture du musée en 1898, elle a été exposée au Palais Mikhaïlovski (appartenant au Musée russe), dans la même salle que Le Dernier Jour de Pompéi, Le Siège de Pskov de Karl Brioullov, Le Serpent d'airain, Mort de Camille, sœur d'Horace de Fiodor Bruni, L'Apparition du Christ à Marie Madeleine après la Résurrection d'Alexandre Ivanov, Martyrs chrétiens au Colisée de Constantin Flavitski et deux ou trois tableaux d'Ivan Aïvazovski,. Dans la catalogue du Musée russe de 1917, le tableau de Gay figure sous la dénomination Dernière soirée du Christ avec ses disciples. Aujourd'hui, la toile est présentée à la salle no 26 où se trouvent également dans la même salle du palais Mikhaïlovski, d'autres toiles de Gay, parmi lesquelles Saül et la Sorcière d'Endor, Sortie du Christ dans le jardin de Gethsemani, des portraits de Léon Tolstoï et de Mikhaïl Saltykov-Chtchedrine et une copie d'auteur de Pierre le Grand interrogeant le tsarévitch Alexis à Peterhof.

## Sujet et description
L'évangéliste Jean est le seul qui reprend l'épisode de la dernière Cène dans son évangile. Il la décrit comme suit : 
« 
Ayant ainsi parlé, Jésus fut troublé en son esprit, et il dit expressément : En vérité, je vous le dis, l'un de vous me livrera. Les disciples se regardaient les uns les autres, ne sachant à qui il parlait. Un des disciples, celui que Jésus aimait, était couché sur le sein de Jésus. Simon Pierre lui fit signe de demander qui était celui dont parlait Jésus. Et ce disciple, s'étant penché sur la poitrine de Jésus, lui dit : Seigneur, qui est-ce ? Jésus répondit : C'est celui à qui je donnerai le morceau trempé ? Et, ayant trempé le morceau, il le donna à Judas, fils de Simon, l'Iscariote. Dès que le morceau fut donné, Satan entra dans Judas ? Jésus dit ; Ce que tu fais, fais-le promptement. Mais aucun de ceux qui étaient à table ne comprit pourquoi il lui disait cela, car quelques-uns pensaient que, comme Judas avait la bourse, Jésus voulait lui dire : Achète ce dont nous avons besoin pour la fête, ou qu'il lui commandait de donner quelque chose aux pauvres. Judas, ayant pris le morceau, se hâta de sortir. Il était nuit.
 »
Le sujet de la Dernière Cène a été traité par de nombreux artistes. Alors qu'il était en Italie, N. Gay a pu voir quelques-uns des tableaux les plus connus en original. À Milan, à l'Église Santa Maria delle Grazie, il a pu voir la célèbre fresque de Léonard de Vinci, à Venise le tableau du Tintoret. L'interprétation de la Cène par Gay diffère des interprétations canoniques. Comme l'écrit la critique d'art Alla Verechtchaguina, « Gay a trouvé sa voie : le thème principal de la rupture, au sein des apôtres, parmi ceux qui partageaient cette vision ». Selon Tatiana Karpova, « dans la trahison de Judas, le peintre n'a pas vu l'acte d'un faible, d'un traître mais une récusation de la doctrine du Christ ».
Nikolaï Gay a raconté lui-même comment lui est venue l'idée de peindre ce tableau : « J'ai vu le chagrin du Sauveur qui avait perdu un disciple, un homme, et pour toujours. Jean était couché près de lui : il a tout compris mais ne croit pas qu'une telle rupture soit possible ; j'ai vu Pierre bondir parce qu'il a tout compris aussi et est indigné. C'est un homme bouillant Pierre ; enfin, j'ai vu Judas : il partira certainement. <...> Enfin, voilà le tableau ! Une semaine plus tard, l'ébauche était réalisée, en taille réelle, sans croquis »,.
Sur le côté droit du tableau se trouve la silhouette de Judas qui s'en va. Représenté à contre-jour, il est celui qui s'oppose à ceux qui restent dans la pièce éclairée. Selon l'historienne d'art Alla Verechtchaguina, la signification symbolique est la suivante : « Cette sombre affaire de trahison est incarnée par la figure sombre de Judas éclairée seulement de dos. La lumière rassemble ceux qui partagent les mêmes idées ». Parmi les apôtres rassemblés, se trouve, à gauche Jean, et à droite Pierre, qui « légèrement inclinés vers le centre forment ensemble une espèce d'arche sous laquelle Jésus est à demi couché ». Derrière eux, au fond de la pièce, se tiennent les autres apôtres.
Le Christ apparaît comme à l'écart des autres non seulement physiquement, mais du fait de son état de profonde réflexion, qui « contraste avec l'émotion manifestée par son entourage : comme un défi de la part de Judas, comme un sursaut chez Pierre, comme de la peur chez Jean et de l'inquiétude chez les autres apôtres ». Le Christ souffre profondément de cet effondrement des idéaux et ressent de l'amertume en comprenant que ce disciple renonce irrévocablement à son enseignement. La passivité du Christ est un signe de tristesse profonde et de soumission au destin, mais aussi de son « sacrifice conscient ».
|  |  |  |

Il semble que pour la réalisation de l'image du Christ, N. Gay ait utilisé une photographie d'Alexandre Herzen, créée par le photographe Sergueï Lvovitch Levitski. L'écrivain Vladimir Poroudominski (ru) a même suggéré que c'était cette photo précisément qui « constituait l'idée même » du tableau La Cène. La critique d'art Natalia Zograf a prouvé que ce n'était pas exact : bien que la photo ait été prise à Paris en 1861, elle a été envoyée de Londres à Florence (peut-être par A. A. Bakounine, le frère de l'anarchiste Mikhaïl Bakounine) en février 1862 seulement, c'est-à-dire après le début du travail sur le tableau.
En outre, pour réaliser le figure du Christ, Gay a utilisé des portraits qu'il a lui-même dessinés au crayon du chanteur d'opéra Guenadi Kondratiev (ru), et du propriétaire foncier de Simbirsk Piotr Gribovski,. La critique d'art Tatiana Gorina, dans son ouvrage sur N. Gay, ne mentionne que les représentations de Herzen et Kondratiev. Elle écrit à ce propos que Gay « a utilisé la photo de Herzen, qui était pour lui l'idéal de l'écrivain-citoyen », mais que « dans une certaine mesure, le portrait du chanteur Kondratiev a servi de figure emblématique pour le Christ ». En même temps, la critique note que « les traits réels des visages de Herzen et Kondratiev ont été considérablement retravaillés dans le tableau, ils ont subi une généralisation et une héroïsation ». Dans une étude plus récente, la critique d'art Natalia Zograf mentionne, en plus du portrait photographique de Herzen, le portrait au crayon de Gribovski et celui de Kondratiev, « réalisés en liaison avec le travail sur l'image du Christ ».
Nikolaï Gay a réalisé la figure de l'apôtre Pierre à partir de son propre portrait,,, et la tête de l'apôtre Jean à partir du portrait de son épouse Anna Petrovna.

## Études et copies d'auteur
Au Musée russe, se trouve une étude pour cette toile de Gay : La tête de Jean le théologien (toile, huile, 36 × 31 cm, inventaire no Ж-4148), entrée dans les collections en 1920, en provenance de la collection de A. Korovine.
Deux autres études se trouvent dans les collections de la Galerie Tretiakov : Tête de Judas (toile, huile, 48,5 × 38,2 сm, du début des années 1860, à l'inventaire sous no 10350) et Tête de l'apôtre André (papier sur toile, huile, 49 × 38 cm, du début des années 1860, à l'inventaire sous no 11062). La première étude a été acquise en 1928, et la seconde en 1929 en provenance du musée Ostroukhov, après avoir été dans la collection d'Ilya Ostroukhov.
|  |  |  |

En outre, l'existence de deux autres études est connue : Tête de Judas et Étude d'une tête, images en noir et blanc qui ont été introduites dans l'album des œuvres de Gay, réalisé par son fils Nikolaï Nikolaöievitch Gay (le jeune) (ru) en 1904. Leur emplacement actuel est inconnu,,.
Il existe quelques copies par l'auteur, de taille plus réduite,. L'une d'entre elles, datée de 1864, se trouve au Musée d'Art Radichtchev à Saratov (toile, huile, 67 × 90 cm, inventaire no Ж-849),. Elle se trouvait au début au Palais Anitchkov, puis passa au Musée russe et en 1928 elle est donnée au musée de Saratov. Une autre reproduction en copie réduite, datée de 1866, appartient aux collections de la Galerie Tretiakov (toile, huile, 66,5 × 89,6 cm, à l'inventaire sous no 5228,). Elle a été réalisée sur commande de l'entrepreneur Kozma Soldatenkov. Après sa mort, en 1901, sa collection a été transférée au Musée Roumiantsev, puis après la fermeture de ce musée en 1925, le tableau est entré à la Galerie Tretiakov.

## Points de vue et critiques
L'écrivain et critique Mikhaïl Saltykov-Chtchedrine écrit dans un article consacré à Gay : « le spectateur ne peut pas douter qu'il se passe quelque chose d'extraordinaire, que devant lui se déroule le dernier acte de l'un de ces drames qui se sont préparés, ont mûri et puis se sont déclenchés avec leur poids d'amertume, de reproches et de haine inextinguible ».
Le critique littéraire et écrivain Nikolaï Akhchamourov (ru) remarque que « dans l'ensemble, ce tableau ne présente pas de caractère théâtral, il vise à créer un effet de surprise, dans la raideur et le maniérisme académique », de sorte que, selon lui, « l'impression générale du tableau est d'abord le réalisme puis un profond effet dramatique ».
Pour le critique d'art Vladimir Stassov, « les principaux motifs de la toile choisis par Gay sont mal ou pas suffisamment compris ». Stassov note en particulier à ce propos l'image du Christ : « Son Christ ne donne à voir aucune des qualités que l'on attend de quelqu'un sous l'influence de qui un bouleversement mondial sans précédent, inouï va se produire : on nous présente un homme faible, sans caractère, désemparé, perdu dans une fiction, dans je ne sais quel conflit. Est-ce de lui découragé et abattu que va venir la révolution dans le monde ? »,
Fiodor Dostoïevski a également émis des critiques sur le tableau de Gay. Dans son article Concernant l'exposition, rédigé en 1873 il remarque : « Dans La Cène, par exemple, qui avait fait tant de bruit, Gay réalise un tableau accompli dans son genre. Regardez attentivement de plus près : c'est une querelle de gens tout à fait ordinaires. <…> Absolument rien n'est expliqué, rien qui soit de la vérité historique ; tout est faux même le genre. Quel que soit le point de vue que vous preniez, les évènements n'ont pas pu se passer ainsi : tout se passe de façon démesurée et disproportionnée quant à l'avenir. <…> Sur le tableau de Gay, de braves gens se sont disputés ; une idée fausse, préconçue est apparue, mais une idée fausse c'est un mensonge et ce n'est déjà plus du réalisme. »
Le critique d'art Andrei Somov (ru) écrit que « Gay s'est tourné vers une pure source d'art et a apporté dans la peinture russe un courant vivant, qui doit rafraîchir la peinture historique et montrer que l'histoire et la peinture de genre dominantes dans notre école ne peuvent être nettement différenciées. Il ajoute que Gay « considère son rôle de peintre d'histoire de manière correcte et a compris que le peintre de ce genre ne doit pas simplement illustrer un récit historique, mais doit lire entre les lignes et transmettre non seulement un évènement extérieur, mais aussi l'esprit d'une époque et sa signification universelle ». Selon Somov, « Gay n'a, à cet égard, qu'un prédécesseur — l'immortel Alexandre Ivanov »,.
Le collectionneur et mécène Pavel Tretiakov regrettait de n'avoir pas réussi à acquérir ce tableau pour sa collection. Dans une lettre au peintre Ivan Kramskoï du 5 février 1881, il écrit : « Parmi tout ce qui est exposé à l'académie, la peinture de N. Gay se distingue et surpasse les autres (en plus des études d'Alexandre Ivanov). C'est dommage qu'elle soit à l'académie, ce n'est pas vraiment sa place ! Quel beau tableau ! »
L'écrivain Léon Tolstoï considérait La Cène comme le tableau le plus remarquable de l'artiste et notait que « il s'est produit quelque chose d'étrange : sa propre conception de la dernière Cène du Christ avec ses disciples coïncidait avec ce que Gay transmettait par son tableau ».
Le peintre russe Ilia Répine appréciait beaucoup le tableau de Gay. Dans son autobiographie Le passé proche, il écrit: « Les gens des années 1860 se souviennent de la grande réputation de Gay et de l'impression formidable produite par son tableau La Cène. Et il poursuit : « Non seulement en Russie, mais on peut dire dans toute l'Europe, on peut dire franchement que, pour toutes les périodes de l'art chrétien, il n'y en a pas de pareille à ce tableau sur ce thème ».
L'historien d'art français Louis Réau considère que Gay rappelle un peu Alexandre Ivanov par son inquiétude, ses efforts douloureux pour exprimer ses idées. C'était, pour Réau, une nature passionnée qui poussait le réalisme parfois jusqu'à la brutalité. Il juge le peintre comme suit : « Demi-dilettante, dessinateur maladroit, il est dépourvu du sentiment de la forme ou plutôt il sacrifie délibérément l'harmonie des lignes à l'intensité de l'expression. » Dans son cycle de tableaux consacré à la vie du Christ, le plus ancien La Cène « choque par des effets d'éclairage assez grossiers, à la Mihály Munkácsy (1844-1900) ».
Peter Leek rappelle que l'année de création de La Cène est 1863, c'est-à-dire celle de la Révolte des Quatorze entraînée par Ivan Kramskoï au sein de l'Académie des Beaux-Arts de Saint-Pétersbourg. La toile de Gay a provoqué des controverses passionnées. Fiodor Dostoïevski critiqua le côté théâtral de La Cène. Le Christ semble représenté en prisonnier politique alors qu'on l'attendait en Fils de Dieu.